# Jenny Nyström (Badminton)

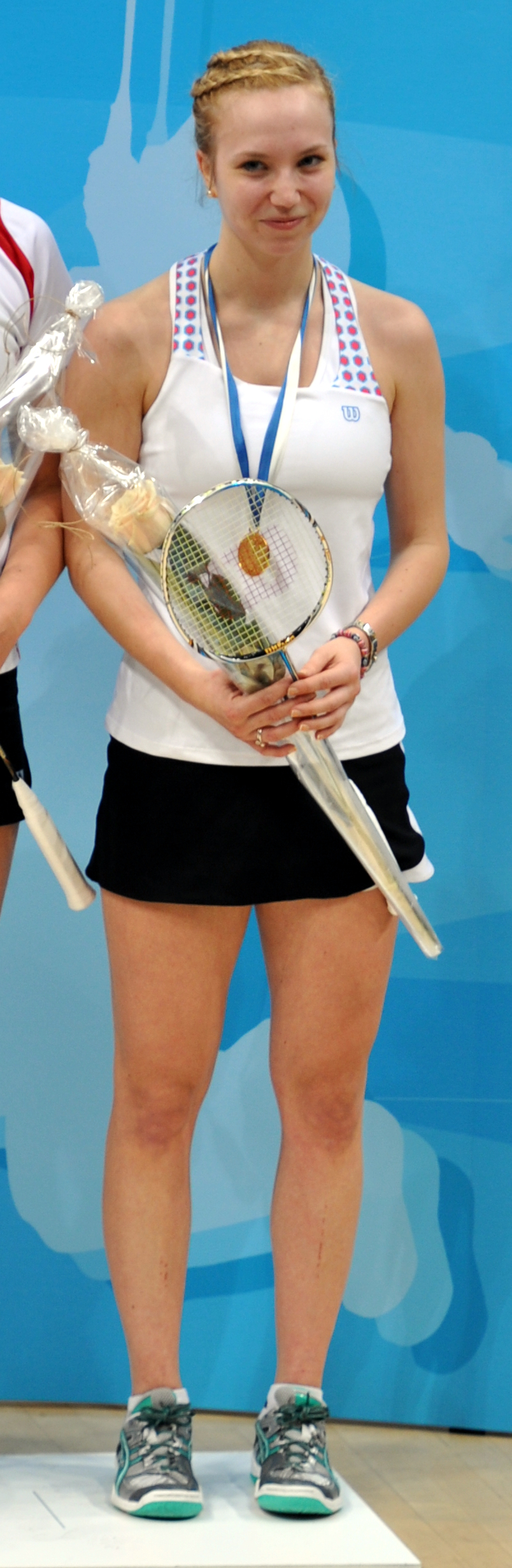
Jenny Nyström

Jenny Nyström (* 2. Februar 1994, verheiratete Jenny Vähäsarja) ist eine finnische Badmintonspielerin. 

## Karriere
Jenny Nyström gewann in den Jahren 2007 und 2009 den nationalen Juniorentitel im Damendoppel. 2011 erkämpfte sie sich ihren ersten Meistertitel bei den Erwachsenen in Finnland, wobei sie im Mixed mit Anton Kaisti erfolgreich war. 2011 nahm sie auch an den Badminton-Juniorenweltmeisterschaften teil.

## Sportliche Erfolge
| Saison | Veranstaltung                                | Disziplin   | Platz | Name                              |
| ------ | -------------------------------------------- | ----------- | ----- | --------------------------------- |
| 2007   | Finnland: Einzelmeisterschaften der Junioren | Damendoppel | 1     | Jenny Nyström / Mathilda Lindholm |
| 2009   | Finnland: Einzelmeisterschaften der Junioren | Damendoppel | 1     | Jenny Nyström / Mathilda Lindholm |
| 2011   | Finnland: Einzelmeisterschaften              | Mixed       | 1     | Anton Kaisti / Jenny Nyström      |
| 2012   | Helsinki Open                                | Damendoppel | 1     | Jenny Nyström / Mathilda Lindholm |
| 2012   | Helsinki Open                                | Mixed       | 1     | Anton Kaisti / Jenny Nyström      |
| 2012   | Finnland: Einzelmeisterschaften              | Mixed       | 1     | Anton Kaisti / Jenny Nyström      |
| 2013   | Irish International                          | Mixed       | 1     | Anton Kaisti / Jenny Nyström      |
| 2013   | Finnland: Einzelmeisterschaften              | Mixed       | 1     | Anton Kaisti / Jenny Nyström      |
| 2013   | Finnland: Einzelmeisterschaften              | Mixed       | 1     | Mathilda Lindholm / Jenny Nyström |
| 2014   | Finnland: Einzelmeisterschaften              | Mixed       | 1     | Anton Kaisti / Jenny Nyström      |
| 2015   | Finnland: Einzelmeisterschaften              | Mixed       | 1     | Henri Aarnio / Jenny Nyström      |
| 2016   | Finnish International                        | Mixed       | 1     | Anton Kaisti / Jenny Nyström      |
| 2017   | Finnland: Einzelmeisterschaften              | Damendoppel | 1     | Jenny Nyström / Sonja Pekkola     |
| 2017   | Finnland: Einzelmeisterschaften              | Mixed       | 1     | Anton Kaisti / Jenny Nyström      |